# Đế chế Kanem–Bornu
Chúng ta biết rất ít về đế chế Kanem - hầu hết kiến thức ngày nay về đế quốc này bắt nguồn từ một văn bản được phát hiện vào năm 1851 - Girgam. Qua thời gian, tôn giáo chính của đế quốc là Hồi giáo, tuy nhiên mâu thuẫn tôn giáo đã gây ra những xung đột nội bộ trong những năm đầu của đế chế. Đế chế Kanem được thành lập vào khoảng 700 và kéo dài cho đến năm 1376. Lãnh thổ Kanem trải rộng trên Chad, Libya và một phần của Nigeria ngày nay.
Theo văn bản nói trên, người Zaghawa đầu tiên thành lập thành phố N'jimi của họ vào khoảng những năm 700. Lịch sử của đế quốc được phân chia thành hai triều đại khác nhau, Duguwa và Sayfawa. Quá trình mở rộng lãnh thổ của vương quốc kéo dài liên tục nhờ vào các cuộc thánh chiến chống lại tất cả các bộ tộc xung quanh.
Hệ thống quân đội ra đời tạo điều kiện thuận lợi cho các cuộc thánh chiến (jihad) đã tạo ra một hệ thống chính quyền "cha truyền con nối". Binh lính khi chinh phục được một vùng đất được trao thưởng chính vùng đất đó, và có quyền truyền lại cho con trai. Hệ thống này đã dẫn đến nội chiến làm đế chế suy yếu và dễ bị tấn công. Người Bulala đã nhanh chóng chiếm N'jimi vào năm 1376 và cuối cùng là giành quyền kiểm soát toàn bộ đế chế Kanem.
Bài học từ đế chế Kanem là quyết định cai trị có thể tạo ra xung đột từ bên trong, và từ đó dẫn tới sự suy tàn - một câu chuyện lặp lại khá nhiều trong lịch sử nhân loại.